# Graphidipus
Graphidipus is een geslacht van vlinders van de familie spanners (Geometridae), uit de onderfamilie Larentiinae.

## Soorten
- G. abraxaria Warren, 1901
- G. alternans Prout, 1926
- G. aureocapitaria Möschler, 1890
- G. clavistigma Prout, 1926
- G. flaviceps Felder, 1875
- G. flavifilata Dognin, 1906
- G. fulvicostaria Herrich-Schäffer, 1855
- G. fumilinea Warren, 1908
- G. gorrion Dognin, 1893
- G. graphidiparia Oberthür, 1883
- G. mediata Prout, 1926
- G. pilifera Dognin, 1912
- G. pisciata Guenée, 1858
- G. poba Dognin, 1898
- G. puncticulata Guenée, 1858
- G. quadrisignata Walker, 1862
- G. subcaesia Dognin, 1912
- G. subpisciata Dognin, 1903